# Conus aequipunctatus
Espèce
Conus aequipunctatus est une espèce de mollusques gastéropodes marins de la famille des Conidae.
Comme toutes les espèces du genre Conus, ces escargots sont prédateurs et venimeux. Ils sont capables de « piquer » les humains et doivent donc être manipulés avec précaution, voire pas du tout.

## Taxonomie

### Publication originale
L'espèce Conus aequipunctatus a été décrite pour la première fois en 1937 par le malacologiste belgo-français Philippe Dautzenberg dans « Mémoires du Musée royal d'histoire naturelle de Belgique - Hors série »,.

### Synonymes
- Conus (Puncticulis) aequipunctatus Dautzenberg, 1937 · appellation alternative
- Conus arenatus  var. aequipunctata Dautzenberg, 1937 · non accepté